# 益 (中国神話)
益（えき）は、古代中国の伝説上の人物。帝舜と帝禹に仕えた。伯益、柏益（はくえき）、伯翳（はくえい）、大費（たいひ）とも。

## 概要
帝舜の時代には、虞（山沢を司る官）を務め、禹とともに治水などの政治を行った。禹が帝になったあとは、禹に仕えた。帝禹のもとで政治を取り仕切った皋陶（こうよう）が死んだ後に、益は政治の取り仕切り役となった。
『漢書』などでは、動物たちの話す言葉が理解でき、鳥や獣たちを素直に従わせることが出来たという描写がある。
『史記』「夏本紀」によれば、禹は死に際して、益に帝位を譲ろうとしたが、3年間の禹の喪が終わると禹の子である啓に帝位を譲って箕山に隠棲した。これには、益が政治をとることに不慣れであったために諸侯が啓の側についたという理由もあった。また、『竹書紀年』によれば、益が帝位を継いだが、啓が益を殺して、帝になった。
『論衡』別通篇あるいは『山海経』を後の時代に編纂した劉歆（りゅうきん）による序文などには、この益が禹と共に『山海経』を編んだということが記されている。ただし、その説は後代における仮託と考えられている。

## 秦本紀の大費
『史記』秦本紀によれば、帝顓頊の孫娘である女脩と言う者が玄鳥の卵を飲んで身ごもり、大業を生んだ。大業は少典の女の女華を妻とし、大費（費）を生んだ。費は禹の治水をよく助け、舜が禹に玄圭という赤黒い圭（四角錐のような玉）を賜ったとき、「私でなくよく費が助けてくれたのです」と言上した。そこで舜は皁斿（黒い旗）を賜った。その後もよく舜を助けた。舜は姚姓の女を与え妻とさせ、鳥獣を司らせた。鳥獣は皆順服した。この時費は嬴（えい）姓を授かった。
その子孫らは殷に仕え諸侯となり、周の穆王の頃、造父が馬をよく御するので寵幸された。造父は四疋の珍しい色の馬を献したり御者として乱が起こった地に馬を馳せ、乱を鎮めた。そこで穆王は趙城に造父を封じた。ここから造父の一族は趙氏となった。戦国の趙はこの子孫である。
また、それとは別系に非子という者がいた。非子の一族も造父の功により趙氏を名乗っていた。この時、非子の異母弟の成が嫡嗣で、その母は西戎の女だった。周の孝王は馬をよく馴らし功のある非子を嫡嗣にしてやりたかったが、そうすれば戎がどう出るか分からない。そこで諸侯に付属する小国（これを附庸と言う）、秦邑に封じた。非子は秦嬴と号した。その後その子孫の襄公の時になって周が犬戎に侵された。この時よく周を助け、爵位を賜った。これが始皇帝の家系の直系であるとする。
『史記索隠』によればこの大費は『尚書』や『漢書』にいう伯益と同一人物である。

## 伯益の子孫

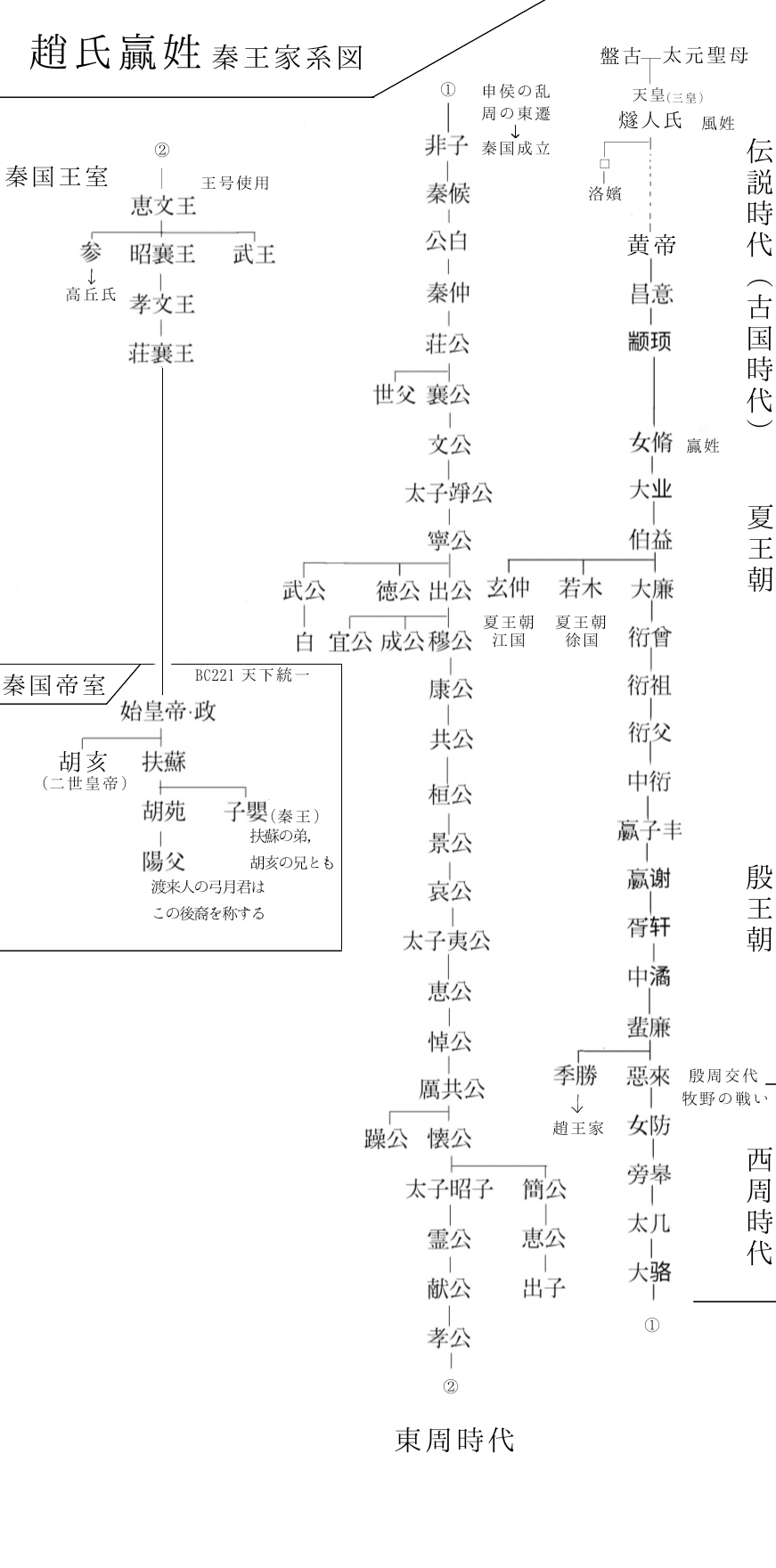
この伝説を元にした秦朝の系図

伯益は禹から嬴（えい）という姓を与えられた。子供には大廉（たいれん）・若木（じゃくぼく）がおり、いずれも鳥と縁のある一族であると伝えられている。若木は東夷の徐国の始祖とされる。また、伯益の子孫たちが秦王朝の王族になった、とも伝説では語られている。
日本では、上述の子孫たち（秦王朝の遺民）が帰化をして、秦氏になったという説を見ることが出来、国学者の松田敏足などがこの説を著作に記している。